# Joselia Aguiar
Joselia Aguiar (Salvador, 12 de setembro de 1978) é uma jornalista, escritora, biógrafa e historiadora brasileira.

## Biografia
Foi curadora do Festa Literária Internacional de Paraty entre 2017 e 2018 e, desde fevereiro de 2019, é diretora da Biblioteca Mário de Andrade, em São Paulo.

## Obra
Em dezembro de 2018, Joselia lançou o livro Jorge Amado: uma biografia (editora Todavia), que trazia em mais de 600 páginas a vida do escritor baiano em detalhes. O livro foi resultado de sete anos de pesquisas em livros, documentos e cartas e, em 2019, ganhou o Prêmio Jabuti na categoria "Biografia, Documentário e Reportagem".